# День Національного єднання Румунії

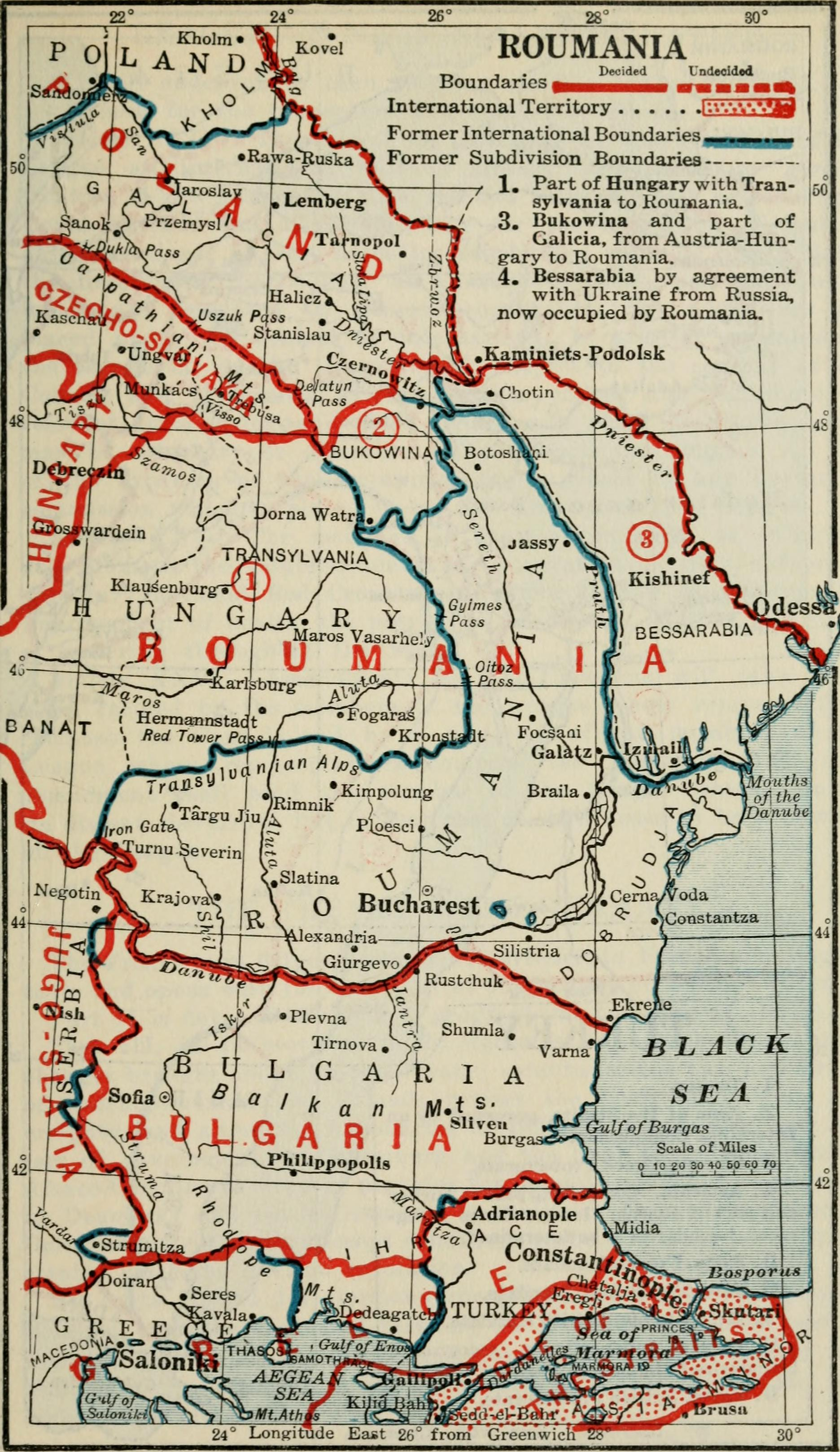
Карта Румунії 1919 року з приєднаними до неї новими регіонами.

День Великого Союзу (рум. Ziua Marii Uniri, також званий День об'єднання або Національний день) — національне свято в Румунії, яке відзначається 1 грудня на честь об'єднання Трансільванії, Бассарабії та Буковини з Румунським королівством у 1918 році, що відоме як Велика унія. Це свято було оголошено після Румунської революції і вшановує Велику національну асамблею делегатів етнічних румунів, що відбулася в Алба-Юлії, яка проголосила союз Трансільванії з Румунією.
До 1948 року, аж до скасування монархії, державним святом було 10 травня, яке мало подвійне значення: це був день, коли король Кароль I ступив на румунську землю (у 1866 році), і день, коли князь ратифікував Декларацію незалежності (від Османської імперії) у 1877 році. З 1948 року, під час комуністичного правління, національним святом було 23 серпня, День визволення від фашистської окупації, на честь повалення в 1944 році профашистського уряду маршала Іона Антонеску з парадами, що проводилися на площі Шарля де Голля (тоді під назвою площа Сталіна, а пізніше площа авіаторів).

## Історія

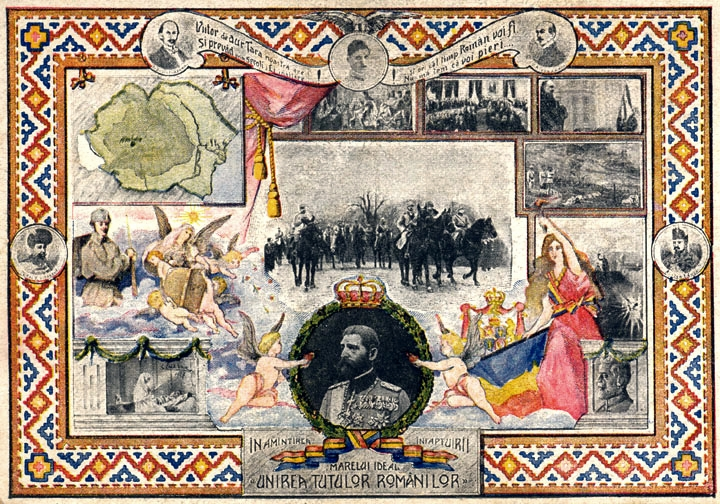
Румунська листівка видана прибл. 1918—1919 роки. Зверніть увагу на незвичайну форму західних кордонів Румунії, зображених на карті (передбачається, що країна включатиме весь Марамуреш, більшу частину Крішани та, можливо, весь Банат – зображено білим); остаточні кордони не будуть проведені до 1920 року.

### Фон
Сучасна Румунія з'явилася після об'єднання Молдавії та Валахії князем Александру Йоаном Кузою 24 січня 1859 року. Цей акт, який іноді називають Малою унією, тепер відзначається як День об'єднання дунайських князівств.

### Великі національні збори Алба-Юлії

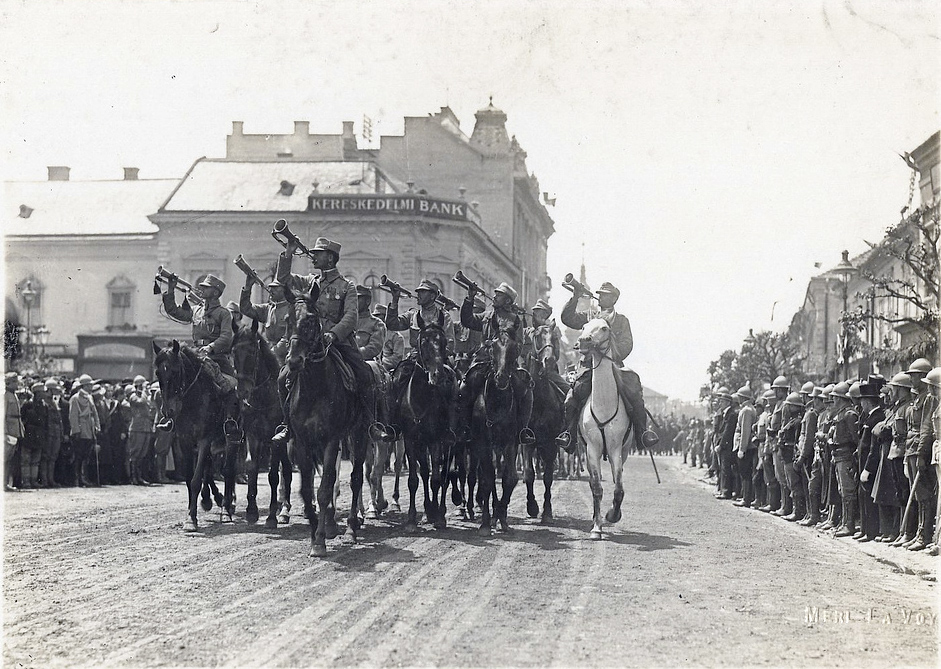
Румунські війська марширують у Трансільванії (тут Площа Унірій, Клуж)

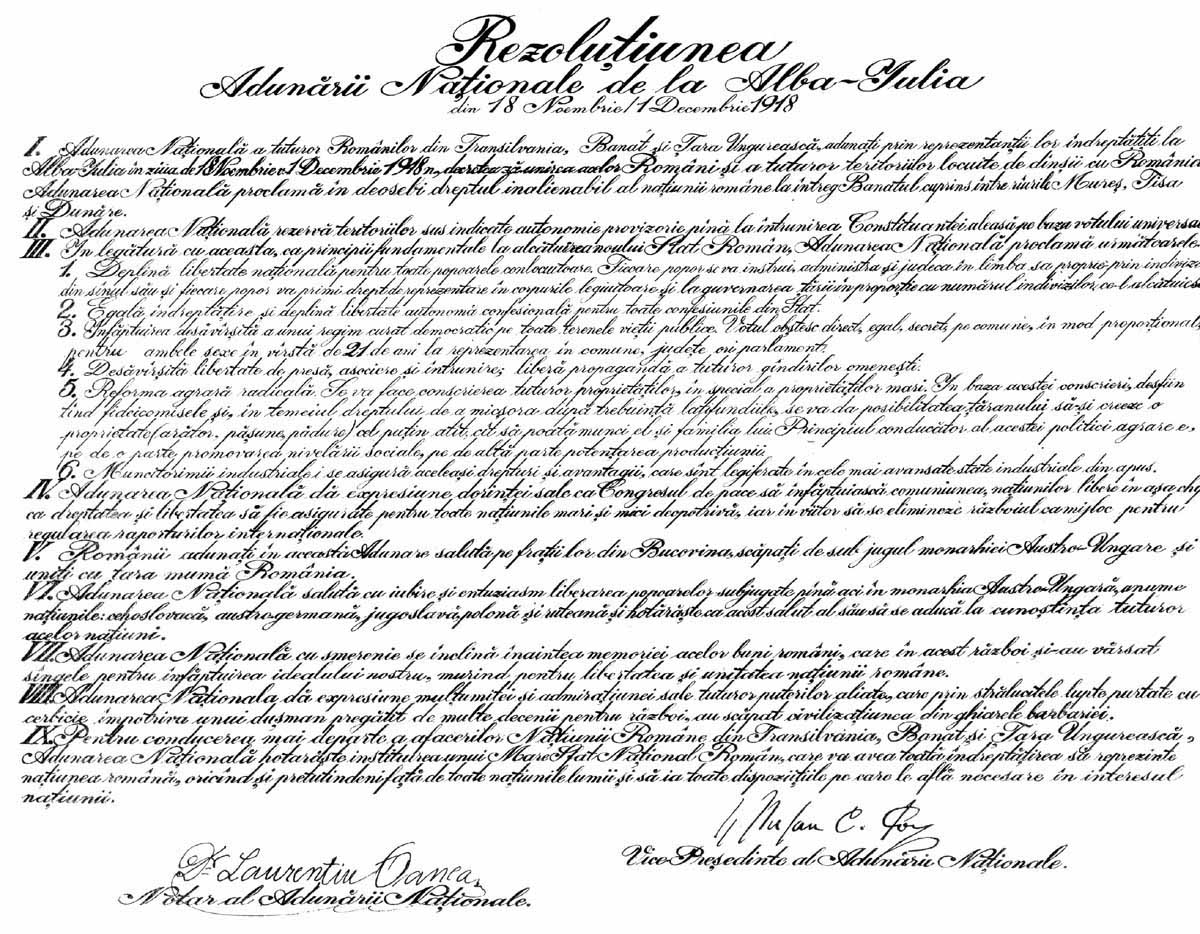
Резолюція Великих національних зборів Алба-Юлії

1 грудня 1918 року (18 листопада за старим стилем) Великі національні збори в Алба-Юлії, що складалися з 1 228 обраних представників румунів Трансільванії, Банату, Кришану та Мармарощини, зібралися в Алба-Юлії та постановили (одноголосним голосуванням) «об'єднання румунів і всіх населених ними територій з Румунією».
Резолюція, яку проголосувала Національна асамблея, також передбачала «фундаментальні принципи заснування нової румунської держави». Воно було умовним і вимагало збереження демократичної місцевої автономії, рівноправності всіх національностей і віросповідань. Пізніше була також створена Румунська національна рада Трансільванії.
Наступного дня, 2 грудня 1918 року, Румунська національна рада Трансільванії сформувала уряд під назвою Директорія Трансільванії, Банату та румунських земель в Угорщині на чолі з Юліу Маню.
11 грудня 1918 року король Фердинанд I підписав закон про союз Трансільванії, Банату, Кришани, Сатмару та Марамарощини зі Старим Королівством Румунія, постановляючи, що:
Землі, названі в резолюції Національних зборів Алба-Юлія від 18 листопада 1918 року, були і залишаються назавжди об'єднані з Королівством Румунія.— Фердинанд І, 11 грудня 1918 року

### Проголошення свята
Постанова 903 Ради міністрів від 18 серпня 1949 року визначила 23 серпня національним святом. Закон 10/1990, прийнятий 1 серпня 1990 року, переніс національне свято на 1 грудня. Закон не визначає значення цього дня як державного свята. Він був прийнятий у 1990 році парламентом, де домінували члени Фронту національного порятунку, і проголошений президентом Йоном Ілієску. Рішення певною мірою подолало симпатії до традиції румунської монархії, пов'язаної з 10 травня, але також розчарувало антикомуністичну опозицію, яка бажала перенести національне свято на 22 грудня.
Вибір 1 грудня, хоча прямо не проголошений у законі, посилався на об'єднання провінцій Трансільванія, Банат, Кришана та Марамарощини з Румунією в 1918 році. Вибір цього дня як національного свята сприймався як образа для угорської меншини в Румунії, що означало для неї втрату політичної влади.

### Перше святкування
Перше національне свято 1 грудня відбулося наймасштабніше в Алба-Юлії, де було підписано проголошення союзу Трансільванії з Румунією. Вони відзначалися значною політичною поляризацією: під час виступу Корнеліу Копосу, тодішнього лідера антикомуністичної опозиції, кілька разів переривали освистуванням натовпу. Петре Роман, тодішній прем'єр-міністр, виявляв таке задоволення від цих неодноразових перерв, що Йон Ілієску змушений був жестом показати йому, щоб він зупинився. Цей сигнал був знятий на плівку та широко розповсюджений медіа.

## Національний військовий парад

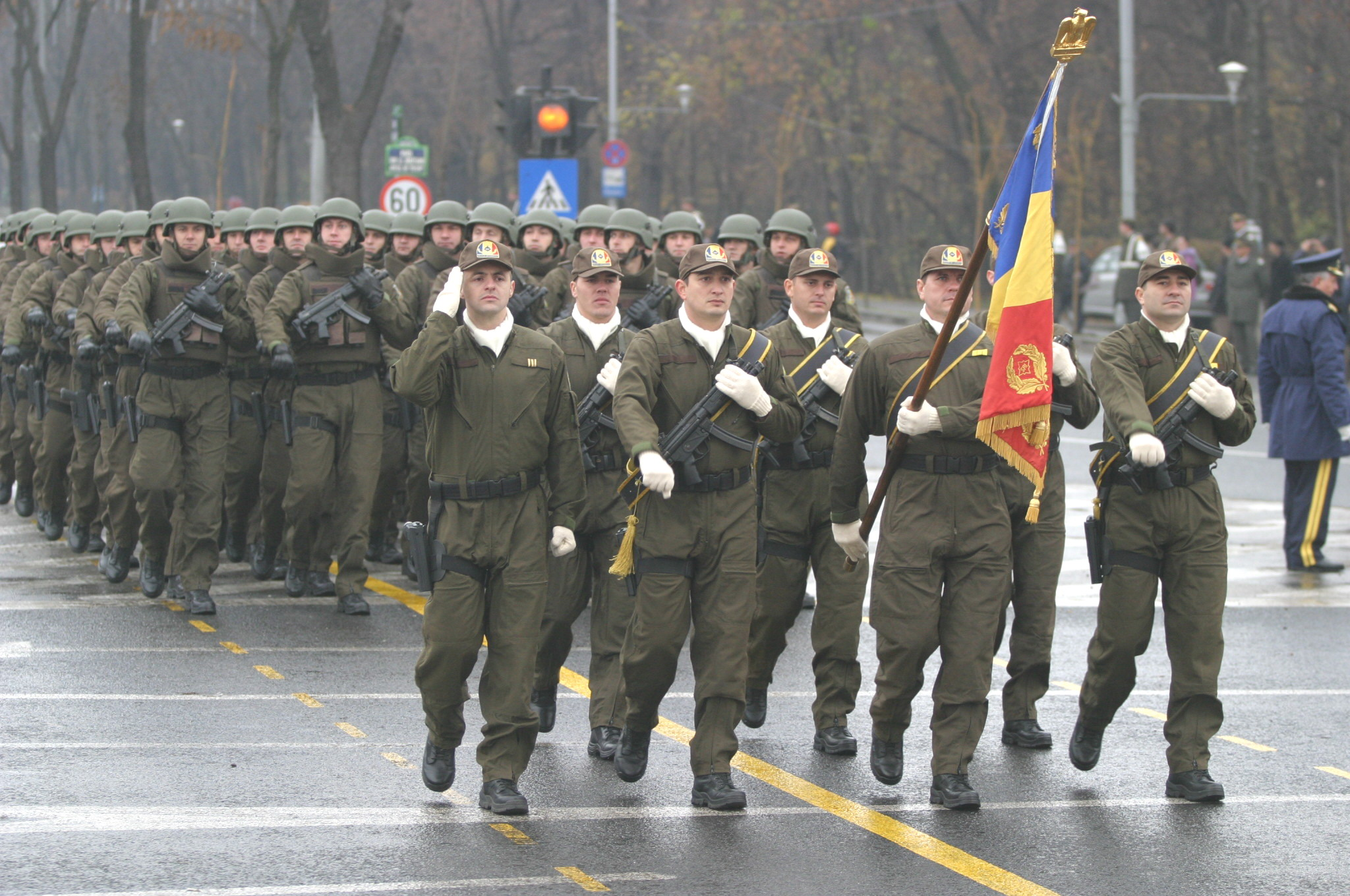
Контртерористичний батальйон Служби розвідки Румунії на параді в 2008 році.

Щороку на честь цієї події проводиться щорічний військовий парад, офіційно відомий як Національний військовий парад (рум. Parada Militară Națională) Збройних сил Румунії на території Площі Конституції або на Кіселевській дорозі лише за кілька метрів від Тріумфальної арки в центрі Бухареста. Парад також проводиться в місті Альба-Юлія та інших великих містах.
Почесним гостем параду в Бухаресті є президент Румунії. Як верховний головнокомандувач, президент приймає доповідь начальника румунського Генерального штабу після прибуття на площу під фанфари, які виконує самотній сурмач. Після привітання, президент йде, щоб віддати честь почесній варті 30-ї гвардійської бригади імені Михайла Хороброго, перед тим, як оглянути і привітати почесну варту. Після цього військовим оркестром Бухарестського гарнізону, який частково складається з музикантів 30-ї гвардійської бригади, а також об'єднаним військовим і цивільним хором під салют з 21 гармати на задньому плані, виконується «Прокинься, румуне». Після цього, під час параду на Кисельова, президент покладає вінок до Тріумфальної арки перед тим, як повернутися на трибуну. Після цього командувач параду, який є офіцером Збройних сил у генеральському званні, віддає наказ про початок параду наступним чином:
Парад… увага! Урочиста перепустка на перегляд!
Очі вправо, вліво, вперед, швидкий марш!
З цього моменту починається власне парад, який зазвичай очолює масована почесна варта та іноземні війська, перш ніж діючий особовий склад збройних сил пройде маршрутом параду під музичний супровід оркестру під керівництвом старшого диригента. Історичний сегмент військовослужбовців у формі часів Першої світової війни, як правило, формує частину парадного розрахунку. Марш-парад складається, перш за все, з діючих формувань, за якими слідують військові академії та сержантські школи.
Після цього слідує наземна мобільна колона, яка складається з танків, БТРів, БМП, польової та зенітно-ракетної артилерії і машин матеріально-технічного забезпечення Збройних Сил, поліцейських машин і машин швидкої допомоги, супроводжувана періодичним прольотом літаків Збройних Сил і поліції. До складу іноземних військ входили делегації з Туреччина, Великобританія, Молдови і США, а також спеціальні підрозділи, включаючи Словенський гвардійський підрозділ, корпус морської піхоти США і роту почесної варти Національної армії Молдови.
Далі парад завершується ротою почесної варти 30-ї гвардійської бригади, а потім численними оркестрами виходять з площі.